# Nieuwegracht (Frans-Vlaanderen)
De Nieuwegracht of Nieuwedijk (Frans: Canal de Neufossé) is een kanaal van 18 km tussen de rivier de Leie in Aire-sur-la-Lys en de rivier de Aa in Sint-Omaars.

## Geschiedenis
Het kanaal werd als fossa nova (nieuwe gracht) in de 11e eeuw aangelegd als verdedigingsgracht in opdracht van Boudewijn V van Vlaanderen, niet als scheepvaartverbinding, maar met een militair doel. Het was een verdedigingslinie tegen een verwachte aanval door de keizer Hendrik III van het Heilig Roomse Rijk, dat later in de 12e eeuw werd versterkt. Aanvankelijk bestond deze verdedigingslinie vooral bekend onder de naam Nieuwedijk. In 1688 besloot Vauban dat de gracht moest worden omgevormd tot een kanaal en dat het hiervoor worden verbreed en jaagpaden erlangs moesten worden aangelegd, zodat het een volwaardige scheepvaartverbinding zou worden, maar ook een betere verdedigingslinie. Deze werken waren pas rond 1780 voltooid. 
In 1835 wordt melding gemaakt van de vondst van prehistorische dierenskeletten bij werkzaamheden aan het kanaal. Tegen 1887 was het gehele kanaal aangepast aan het gabariet Freycinet. Na de Tweede Wereldoorlog verloor het zijn militaire betekenis, maar door de opwaardering tot CEMT-bevaarbaarheidsklasse Va tegen 1967 en de integratie in het Kanaal Duinkerke-Schelde werd het een belangrijke scheepvaartverkeersas in Noord-Frankrijk.
Tot 1967 werd het niveauverschil bij de Aa overbrugd door de scheepslift van Fontinettes, die zelf een vijfdelige sluizentrap verving. Dan werd een sluis met een hoogteverschil van 13 m in gebruik genomen. Er zijn nog twee andere sluizen.
Het kanaal dient ook nog steeds voor de afwatering naar zee van een ruim gebied; voor de afwatering van gebieden die verzakt zijn door de mijnbouw is het zelfs essentieel.